# Іва Мітева
Іва Мітева Йорданова-Рупчева (народилася 25 жовтня 1972 року) — болгарський юрист і політик, спікер 45-ї Національної асамблеї та 46-ї Національної асамблеї.

## Біографія
Іва Мітева народилась 25 жовтня 1972 року в Разграді. У 1996 році закінчила Софійський університет.

## Кар'єра
Мітева почала кар'єру в Міністерстві юстиції в 1998 році .Працювала в Комітеті з правових питань. Згодом очолила Управління законодавчої влади та права ЄС у парламенті Брала участь у написанні регламенту парламенту, розробці змін до Виборчого кодексу та пропозиціях змін до Конституції. Іва Мітева працює викладачем у Новому болгарському університеті на факультеті права.

## Політична діяльність
Іва Мітева — член партії «Є такий народ». Обрана до Національних зборів у 2020 році як одна з 23 депутатів від виборчого округу в Софії.
Її було обрано спікером 45-ї Національної асамблеї 15 квітня 2021 року — третя жінка на посаді спікера.
На другому засіданні нової асамблеї Мітева головувала на голосуванні за схвалення відставки уряду прем'єр-міністра Бойка Борисова.
21 липня 2021 року її було переобрано спікером 46-ї Національної асамблеї.